# Troféu Cidade de Palma de Mallorca de 1978
O Troféu Cidade de Palma de Mallorca de 1978 foi a 10ª edição do tradicional torneio amistoso Troféu Cidade de Palma de Mallorca. O torneio, como o próprio nome sugere, é realizado em Palma de Mallorca, Espanha. Neste ano de 1978, contou com a participação de quatro equipes, sendo duas da Espanha, uma do Brasil e uma da Bélgica
O Flamengo sagrou-se campeão ao derrotar o Real Madrid, na final, por 2 x 1, na histórica partida em que o clube brasileiro ficou com 3 jogadores a menos por mais de 20 minutos, mas mesmo assim não tomou nenhum gol.
Foi a primeira vez que um clube brasileiro conquistou este torneio.

## Equipes participantes
| Equipe         | Cidade         | País    | Em 1977 | Títulos (até esta edição) |
| -------------- | -------------- | ------- | ------- | ------------------------- |
| Real Madrid    | Madrid         | Espanha | –       | 1 (1975)                  |
| Rayo Vallecano | Vallecas       | Espanha | –       | 0                         |
| Flamengo       | Rio de Janeiro | Brasil  | –       | 0                         |
| RWD Molenbeek  | Bruxelas       | Bélgica | -       | 0                         |

## Tabela

### Confrontos
|  | Semifinais           | Semifinais           |   |                      | Final                | Final |  |
|  |                      |                      |   |                      |                      |       |  |
|  | 17 de Agosto de 1978 |                      |   |                      |                      |       |  |
|  | Real Madrid          | 3                    |   |                      |                      |       |  |
|  | RWD Molenbeek        | 2                    |   |                      |                      |       |  |
|  |                      |                      |   |                      |                      |       |  |
|  |                      |                      |   |                      | 19 de Agosto de 1978 |       |  |
|  |                      |                      |   |                      | Real Madrid          | 1     |  |
|  |                      | Flamengo             | 2 |                      |                      |       |  |
|  |                      |                      |   |                      |                      |       |  |
|  |                      |                      |   |                      |                      |       |  |
|  |                      |                      |   |                      | Disputa de 3º Lugar  |       |  |
|  | 18 de Agosto de 1978 | 18 de Agosto de 1978 |   | 19 de Agosto de 1978 | 19 de Agosto de 1978 |       |  |
|  | Rayo Vallecano       | 1                    |   | Rayo Vallecano       | 1                    |       |  |
|  | Flamengo             | 2                    |   |                      | RWD Molenbeek        | 0     |  |

## Fichas Técnicas das Partidas

### Semifinais

#### Semifinal 1
| 17 de Agosto de 1978 | Real Madrid                      | 3 – 2         | RWD Molenbeek          | Estadio Luis Sitjar, Palma de Mallorca |
|                      | Juanito 23' 60' · Del Bosque 87' | Ficha Técnica | Jansen 6' · Bonsik 10' |                                        |

| Real Madrid | RWD Molenbeek |

| G              | ' | Miguel Ángel       |     |     |
| LD             | ' | San José           |     |     |
| Z              | ' | Juan Sol           |     |     |
| Z              | ' | Pirri              |     |     |
| LE             | ' | Benito             |     | 45' |
| V              | ' | Enrique Wolff      |     |     |
| V              | ' | Vicente Del Bosque |     |     |
| M              | ' | Uli Stielike       |     |     |
| M              | ' | Juanito            |     |     |
| A              | ' | Henning Jensen     |     |     |
| A              | ' | Aguilar            |     | 88' |
| Substituições: |   |                    |     |     |
| LE             | ' | Isidro             | 45' |     |
| A              |   | Roberto Martínez   | 88' |     |
| Treinador:     |   |                    |     |     |
| Luís Molowny   |   |                    |     |     |

| G              | 1 | Jan Ruiter       |  |  |
| LD             | ' | Denhaese \|      |  |  |
| Z              | ' | De Wolf          |  |  |
| Z              | ' | Desaeyére        |  |  |
| LE             | ' | Desanghe         |  |  |
| V              | ' | Jan Boskamp      |  |  |
| V              | ' | Morten Olsen     |  |  |
| M              | ' | Patrick Gorez    |  |  |
| M              | ' | Karel Bonsink    |  |  |
| A              | ' | Franky Vanhaecke |  |  |
| A              | ' | Nico Jansen      |  |  |
| Substituições: |   |                  |  |  |
| M              |   | Alain Cneudt     |  |  |
| Treinador:     |   |                  |  |  |
| Guy Bogaerts   |   |                  |  |  |

#### Semifinal 2
| 18 de Agosto de 1978 | Rayo Vallecano | 1 – 2         | Flamengo                      | Estadio Luis Sitjar, Palma de Mallorca |
|                      | Tanco 58'      | Ficha Técnica | Tanco 62' (g.c.) · Cleber 83' |                                        |

| R. Vallecano | Flamengo |

| G              | ' | Alcázar        |     |     |
| LD             | ' | Anero          |     |     |
| Z              | ' | Uceda          |     |     |
| Z              | ' | Tanco          |     |     |
| LE             | ' | Nieto          |     |     |
| V              | ' | Fermín         |     | 81' |
| V              | ' | Mariano        |     |     |
| M              | ' | Chus Landáburu |     |     |
| M              | ' | Astegiano      |     |     |
| A              | ' | Salazar        |     |     |
| A              | ' | Alvarito       |     |     |
| Substituições: |   |                |     |     |
| M              | ' | Francisco      | 81' |     |
| Treinador:     |   |                |     |     |
| González Ruiz  |   |                |     |     |

| G                | 1  | Raul Plassmann         |     |     |
| LD               | 2  | Toninho                |     |     |
| Z                | 3  | Manguito               |     |     |
| Z                | 4  | Ramírez                |     |     |
| LE               | 6  | Júnior                 |     |     |
| V                | 8  | Paulo César Carpegiani |     |     |
| V                | 7  | Adílio                 |     |     |
| M                | 10 | Jorge Luís             |     | 81' |
| M                | '  | Tião                   |     | 45' |
| A                | '  | Eli Carlos             |     |     |
| A                | 9  | Cláudio Adão           |     |     |
| Substituições:   |    |                        |     |     |
| M                | '  | Cleber                 | 81' |     |
| M                | 10 | Tita                   | 45' |     |
| Treinador:       |    |                        |     |     |
| Cláudio Coutinho |    |                        |     |     |

### Disputa de 3o Lugar
| 19 de Agosto de 1978 | Rayo Vallecano | 1 – 0         | RWD Molenbeek | Estadio Luis Sitjar, Palma de Mallorca |
|                      | Alvarito 7'    | Ficha Técnica |               |                                        |

| R. Vallecano | RWD Molenbeek |

| G              | ' | Alcázar        |    |    |
| LD             | ' | Anero          |    |    |
| Z              | ' | Uceda          |    |    |
| Z              | ' | Tanco          |    |    |
| LE             | ' | Luna           |    |    |
| V              | ' | Francisco      |    |    |
| V              | ' | Mariano        |    |    |
| M              | ' | Chus Landáburu |    |    |
| M              | ' | Astegiano      |    | a' |
| A              | ' | Salazar        |    | b' |
| A              | ' | Alvarito       |    |    |
| Substituições: |   |                |    |    |
| M              | ' | Marian         | a' |    |
| LE             | ' | Nieto          | b' |    |
| Treinador:     |   |                |    |    |
| González Ruiz  |   |                |    |    |

| G              | 1 | Jan Ruiter       |  |  |
| LD             | ' | Denhaese \|      |  |  |
| Z              | ' | De Wolf          |  |  |
| Z              | ' | Desaeyére        |  |  |
| LE             | ' | Desanghe         |  |  |
| V              | ' | Jan Boskamp      |  |  |
| V              | ' | Morten Olsen     |  |  |
| M              | ' | Patrick Gorez    |  |  |
| M              | ' | Karel Bonsink    |  |  |
| A              | ' | Franky Vanhaecke |  |  |
| A              | ' | Nico Jansen      |  |  |
| Substituições: |   |                  |  |  |
| Treinador:     |   |                  |  |  |
| Guy Bogaerts   |   |                  |  |  |

### Final
| 19 de Agosto de 1978 | Real Madrid           | 1 – 2                 | Flamengo                     | Estadio Luis Sitjar, Palma de Mallorca |
|                      | Aguilar 53' (pênalti) | Detalhes Reportagem 1 | Cláudio Adão 9' · Cleber 37' | Árbitro: Jesús Ausocúa Sanz            |

| Real Madrid | Flamengo |

| G              | ' | Miguel Ángel       |
| LD             | ' | San José           |
| Z              | ' | Juan Sol           |
| Z              | ' | Pirri              |
| LE             | ' | Isidro             |
| V              | ' | Enrique Wolff      |
| V              | ' | Vicente Del Bosque |
| M              | ' | Uli Stielike       |
| M              | ' | Juanito            |
| A              | ' | Henning Jensen     |
| A              | ' | Aguilar            |
| Substituições: |   |                    |
| Treinador:     |   |                    |
| Luís Molowny   |   |                    |

| G                | 1                | Raul Plassmann         |                               |     |
| LD               | 2                | Toninho                | 62'                           |     |
| Z                | 3                | Manguito               | Penalizado com cartão amarelo |     |
| Z                | 4                | Nelson                 |                               |     |
| LE               | 6                | Júnior                 | Penalizado com cartão amarelo |     |
| V                | 8                | Paulo César Carpegiani |                               |     |
| V                | 7                | Adílio                 |                               |     |
| M                | 10               | Tita                   | Penalizado com cartão amarelo | 63' |
| M                | '                | Cleber                 | 72'                           |     |
| A                | '                | Eli Carlos             | 52'                           |     |
| A                | 9                | Cláudio Adão           | Penalizado com cartão amarelo |     |
| Substituições:   |                  |                        |                               |     |
| Z                |                  | Ramírez                |                               | 63' |
| Treinador:       |                  |                        |                               |     |
| Cláudio Coutinho | Cláudio Coutinho | Cláudio Coutinho       | 73'                           |     |

## Resultado Final
| Campeão  | Vice-campeão | Placar da Final | 3º Lugar       | 4º Lugar      | Placar da Disputa pelo 3º Lugar |
| -------- | ------------ | --------------- | -------------- | ------------- | ------------------------------- |
| Flamengo | Real Madrid  | 2 - 1           | Rayo Vallecano | RWD Molenbeek | 1 - 0                           |

## Premiação
| Taça Cidade Palma de Mallorca de 1978 |
| Brasil.                               |
| ------------------------------------- |
| Flamengo Campeão (1º título)          |